# Роки 3
Роки 3 (енгл. Rocky IIII) је филм из 1982. године и трећи од осам наставка о боксеру Рокију Балбои, кога игра Силвестер Сталоне, који је и режисер филма.

## Радња
Након што је победио Апола Крида и постао првак света у тешкој категорији, Роки Балбоа ужива у лагодном животу звезде и америчког идола. Након десет успешних одбрана титуле, Роки организује егзибициони меч у добротворне сврхе, у којем се бори са Тандерлипсом, тешкашким прваком света у рвању.
Рокијев тренер и менаџер Мики Голдмил забринуто посматра нову наду бокса, младог и снажног Клабера Ланга из Чикага, како ниже победу за победом, вртоглаво се успињући на лествици изазивача. На свечаности приређеној поводом откривања споменика који је у његову част подигла филаделфијска градска управа на степеништу испред Музеја уметности Филаделфије, Роки саопшти своју одлуку о повлачењу из ринга, али се изненада појави Ланг, сада први изазивач, те га јавно изазове на меч за титулу. Пошто му Мики одговори да од тога нема ништа, Ланг прибегне увредама, оптужујући Рокија за намерно прихватање изазова од стране нижерангираних противника, те да су свих десет његових одбрана шампионске титуле биле намештаљке. Након што Ланг упути сексуално-сугестивни коментар Рокијевој жени Адријан, разгневљени Роки прихвати изазов упркос Микијевом упорном одвраћању.
Мики у почетку не жели да суделује у томе. На Рокијев притисак Мики призна да је бирао противнике за Рокијеве одбране титуле да би га поштедео још једних батина какве му је приредио Аполо Крид у реваншу. Он објасни да је Ланг млад, снажан и пре свега „гладан“, те да Роки неће издржати с њим ни три рунде јер је престао да буде гладан откако је освојио шампионску титулу и „уљудио се“. Роки, сада знајући да своју шампионску титулу није бранио против најбољих противника, убеди Микија да ради с њим последњи пут. Упркос обећању датом Микију да ће „живети у фискултурној сали“, Роки своје тренинге претвара у циркус пун одвраћања, вежбајући у окружењу налик Лас Вегасу, очито не схвативши озбиљно предстојећи меч против Ланга. Насупрот њему, Ланг вежба одлучно, напорно и у суровим условима.
Ланг и Роки се сусретну у филаделфијском Спектруму. У бекстејџу долази до нагуравања, ком приликом Мики доживи инфаркт. Избезумљен, Роки жели да откаже меч, али га Мики одврати од тога, да би се потом подвргао реанимацији у свлачионици. Пред сам почетак меча, Роки је истовремено и разгневљен и жестоко растрзан због стања свог ментора. Меч почне Рокијевим обасипањем Ланга жестоким ударцима, циљајући на брзи нокаут, али Рокију не полази за руком да обори Ланга на под због сопственог недостатка кондиције. Ланг се брзо прибере и преузме вођство над Рокијем. Роки је нокаутиран у другој рунди, а Ланг је нови првак света у тешкој категорији. После меча Роки саопшти Микију на самрти да се меч завршио нокаутом у другој рунди, не рекавши ко је победник. Тренутак касније Мики премине, а Роки, након његове сахране по јеврејском обреду, падне у тешку депресију.
Свративши до Микијеве затворене фискултурне сале, ожалошћени Роки сретне свог бившег ривала, Апола Крида, који је посматрао меч у својству гостујућег аналитичара. Крид се понуди Рокију у улози тренера за реванш против Ланга у замену за једну будућу услугу, што Роки прихвати. Аполо потом одведе Рокија код свог бившег тренера у Лос Анђелес. Роки је у почетку деморалисан Микијевом смрћу, али се врати у форму пошто га Адријан убеди да га Мики није провлачио у одбранама титуле, већ да је радио у његовом најбољем интересу. Аполо и његов бивши менаџер, Тони „Дјук“ Еверс, напорно тренирају Рокија у афроамеричком стилу, у суровим условима.
Након неколико месеци тренинга реванш се одигра у њујоршком Медисон сквер гардену. Аполо позајми Рокију шортс у бојама америчке заставе, који је носио током њиховог првог меча. На знак звона Роки спринтом истрчи из свог угла, обасипајући Ланга ударцима. Роки у потпуности издоминира прву рунду, оставивши Ланга разгневљеног и збуњеног након звона. Ланг издоминира другу рунду, а Роки примени потпуно другачију стратегију која збуни Апола, намерно примајући Лангове ударце са циљем да га пребрзо исцрпи, укључујући и два нокдауна, а све време зачикујући Ланга како не може да га нокаутира. Пред трећу рунду Ланг, навикнут на брзе победе нокаутом у раним рундама, постаје све гневнији на Рокијево зачикивање. Он брзо исцрпи своју енергију покушавајући да докрајчи Рокија низом жестоких удараца, које Роки делом блокира, а делом избегне. У другој половини треће рунде Роки се обруши на већ исцрпљеног Ланга низом жестоких удараца, да би га на крају нокаутирао, повративши титулу првака света у тешкој категорији.
Након меча Роки учини Аполу обећану услугу: други реванш с њим насамо, али овог пута у духу пријатељског надметања, у Микијевој фискултурној сали. Филм се заврши без показивања резултата, уз замрзнути кадар двојице боксера како истовремено упућују први ударац, који прелази у уметничку слику двојице једнако вештих спортиста у уљу на платну.

## Улоге
- Силвестер Сталоне: Роки Балбоа
- Талија Шајер: Адријана „Адријан“ Пенино Балбоа
- Берт Јанг: Поли Пенино
- Мистер Ти: Џејмс „Клабер“ Ланг
- Карл Ведерс: Аполо Крид
- Берџес Мередит: Мики Голдмил
- Тони Бертон: Тони „Дјук“ Еверс
- Халк Хоган: Тандерлипс

## Зарада
- Зарада у САД - 125.049.125 $